# Йеллоуфейс
«Йеллоуфейс» (англ. Yellowface, дословно — «желтолицая») — роман Ребекки Куанг, написанный в 2023 году. Книга представляет собой метапрозу о социальных медиа, в частности о Твиттере, и высмеивает расовое разнообразие в издательском бизнесе.

## История создания
Куанг разработала концепцию «Йеллоуфейс» в 2021 году, когда общество активно обсуждало разнообразие и представленность в издательском бизнесе. Первый черновик она написала за несколько месяцев, опираясь на собственный опыт американской писательницы азиатского происхождения. Ей часто говорили, что её успех объясняется символической принадлежностью к расовому меньшинству.
Роман «Йеллоуфейс» почти полностью выстроен вокруг одного вопроса: какие истории писатель (или любой творец) имеет право рассказывать?
Ханна Боумен, литературный агент Куанг, поначалу сомневалась в проекте и отговаривала её от публикации, опасаясь, что роман воспримут как нападки на издательский бизнес. Но Куанг настояла на своём, и в итоге книга вышла в издательстве HarperCollins.
В России роман был издан Fanzon в переводе Александра Шабрина. Первый вариант перевода вызвал дискуссию о качестве, в результате чего издательство решило выпустить новую версию.

## Сюжет
Джун Хэйворд (англ. June Hayward) — молодая неудачливая романистка, теряющаяся на фоне своей университетской подруги Афины Лю (англ. Athena Liu), более успешной американской писательницы китайского происхождения. После публикации очередного романа Афине предлагают его экранизировать. Подруги вместе празднуют успех в квартире Афины, она делится с Джун идеей своего романа, о котором пока еще никто не знает. Вдруг Афина давится закуской и умирает на глазах Джун. Джун забирает и редактирует рукопись её романа о китайских рабочих во время Первой мировой войны. Изучив рукопись, Джун погружается в его доработку. Постепенно писательница настолько вживается в роль автора, что решает опубликовать роман как собственную работу.
Издатели с восторгом принимают рукопись и предлагают Джун большой аванс. Чтобы избежать разоблачения, она публикует книгу под псевдонимом с китайским звучанием Джунипер Сонг (англ. Juniper Song) и делает фотографии, на которых непонятна её расовая принадлежность. Но, несмотря на все ухищрения, вокруг успеха романа разгораются споры, и Джун приходится отбиваться от обвинений в культурной апроприации и плагиате в Твиттере.

## Критика

### Отзывы
- Kirkus Reviews назвал книгу «стремительной, острой критикой издательской индустрии», но отметил, что иногда ей не хватает нюансов[10].
- The Guardian написал: «Куанг крайне увлекательно рассказывает о дерзкой литературной краже»[11].
- The New York Times дал книге положительную, но сдержанную рецензию, назвав её «порочно удовлетворительной», но «прямолинейной» и слишком резкой[12].
- National Public Radio положительно отозвался о «Йеллоуфейс», назвав роман «хорошо выполненным, захватывающим [и] динамичным»[13].
- Chicago Review of Books написал: «[В „Йеллоуфейс“] привлекает мрачный остроумный тон Куанг, критика издательского дела и культурной эксплуатации, а также всепоглощающая природа интернет-персон»[2].
- Washington Post раскритиковал роман, отметив, что характер Джун непоследователен и лишён глубины, а издательское дело изображено поверхностно и слишком сильно опирается на повторение аргументов из Твиттера в тексте[14].

### Награды
В 2023 году Libro.fm назвал «Йеллоуфейс» одной из 10 лучших аудиокниг года, а Time включил её в список «100 книг, которые нужно прочитать в 2023 году». Также «Йеллоуфейс» стала лучшей книгой 2023 года по версии Amazon.

## Издание в России
Издание романа в России сопровождалось скандалом — общественность была недовольна переводом. По этому поводу в том числе высказалась Галина Юзефович в своих социальных сетях. Издание «Эксмо» в результате выпустило новый перевод.